# 第11普通科連隊

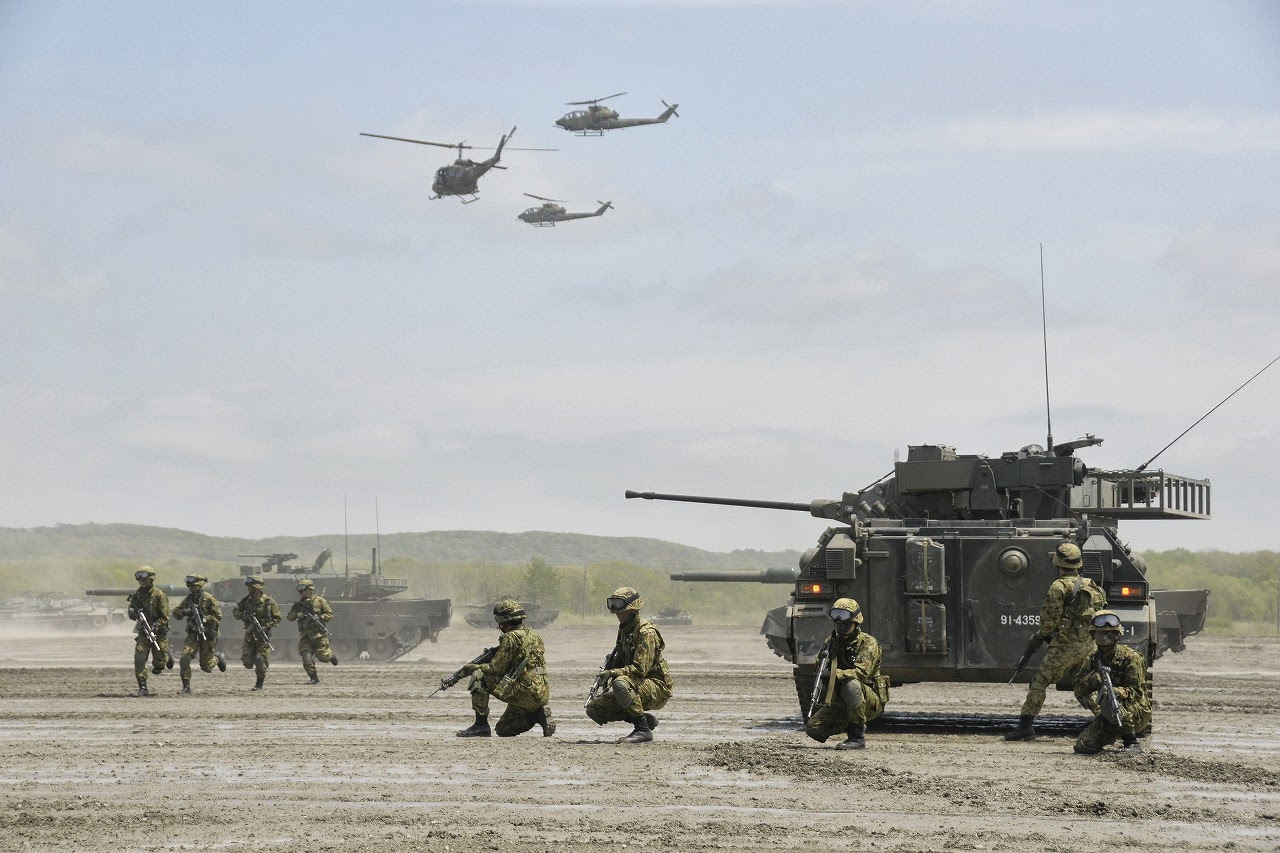
訓練展示を行う第11普通科連隊

第11普通科連隊（だいじゅういちふつうかれんたい、JGSDF 11th Infantry Regiment(Mechanized)）は、陸上自衛隊東千歳駐屯地（北海道千歳市）に駐屯する第7師団隷下の普通科連隊である。

## 概要
連隊長は、1等陸佐（二）が充てられ、連隊本部、本部管理中隊、6個普通科中隊および重迫撃砲中隊により編成される。
1981年（昭和56年）3月に第7師団の機甲師団への改編により編成された陸上自衛隊で唯一の完全装軌装甲車化普通科連隊であり、連隊の規模も他の連隊と比較して倍近く大きい6個普通科中隊編成となっている。

## 沿革
第11連隊
- 1951年（昭和26年）
  - 5月1日：警察予備隊第4管区隊第11連隊が小月駐屯地（現在の海上自衛隊小月航空基地）に新編。

※ 編成：連隊本部および第1大隊（小月駐屯地）、第2大隊（曾根駐屯地）、第3大隊（中津駐屯地）[1]。
  - 10月20日～26日：ルース台風のため山口県内に災害派遣を行う（警察予備隊創設後初めての災害派遣）。
- 1952年（昭和27年）
  - 1月15日：第11連隊第3大隊（中津駐屯地）が、第10連隊第3大隊に改称。
  - 1月20日：第10連隊第2大隊（福岡駐屯地）が、第11連隊第3大隊に改称。

第11普通科連隊
- 1954年（昭和29年）
  - 7月1日：陸上自衛隊発足に伴い、第11連隊が第11普通科連隊に称号変更。
  - 8月20日：第9普通科連隊第14中隊と第11普通科連隊第14中隊を母体として第102特車大隊を富士駐屯地に新編。
  - 9月19日：北海道への移駐を開始。米軍輸送艦「オカナガン」に乗艦。
  - 9月20日：0900時、門司港を出港。
  - 9月23日：1000時、室蘭上陸完了。1630時、東千歳駐屯地に移駐完了。
  - 9月30日：第11普通科連隊が第5管区隊の隷下に入る[2]。
- 1956年（昭和31年）1月23日：第7混成団新編に伴い、第6普通科中隊の要員を第18普通科連隊の指揮下に入れる。
- 1961年（昭和36年）
  - 2月22日：第7混成団の隷下に入る。
  - 2月28日：第7混成団の改編に伴う連隊改編。

  1. 第1大隊と第2大隊第4中隊、第1特科団第113特科大隊第3中隊を母体に機械化連隊（連隊本部、本部管理中隊、4個普通科中隊、迫撃砲隊）として第11普通科連隊が東千歳駐屯地に再編成。
  2. 第2大隊は第11普通科連隊、第23普通科連隊、第24普通科連隊に分散配置。
  3. 第3大隊を母体に第23普通科連隊が機械化連隊（連隊本部、本部管理中隊、4個普通科中隊、迫撃砲隊）として東千歳駐屯地に新編。
- 1962年（昭和37年）8月15日：本部管理中隊、4個普通科中隊および重迫撃砲中隊編成となる。第7師団に隷属。

- 1963年（昭和38年）4月30日：62式7.62mm機関銃26丁が配備される。
- 1981年（昭和56年）3月25日：第7師団の機械化師団から機甲師団への改編に伴い、完全機械化部隊として再編[3]。

1. 廃止された第23普通科連隊2個普通科中隊と2個重迫撃砲小隊、および移駐した第24普通科連隊の2個普通科中隊と2個重迫撃砲小隊を併合し所属人員を増強。
2. 普通科中隊を4個から6個へと増加し[3]、重迫撃砲中隊は6個小隊編成となる。
3. 3個連隊を併合した際の余剰人員は道内の普通科連隊へ転属。

- 1987年（昭和62年）11月1日：当時の源川幸夫師団長の発案で、機甲太鼓が誕生する[4]。
- 1992年（平成04年）
  - 4月2日：各中隊に89式5.56mm小銃が配備される。
  - 10月26日：89式装甲戦闘車の配備が開始。
- 1995年（平成07年）12月5日：5.56mm機関銃MINIMIが配備される。
- 1997年（平成09年）3月5日：96式自走120mm迫撃砲の1号車が重迫撃砲中隊に配備される。
- 2000年（平成12年）
  - 3月28日：部隊改編

  1. 師団改編に伴い、第6普通科中隊と重迫撃砲中隊の1個小隊がコア部隊となる。
  2. 後方支援体制変換に伴い、整備部門を第7後方支援連隊第2整備大隊普通科直接支援中隊へ移管｡※ 本部管理中隊の整備小隊が廃止され要員など73名が第7後方支援連隊に転属。

  - 3月31日～ 7月25日：有珠山噴火災害派遣。
- 2005年（平成17年）3月5日：日米共同実働訓練での実弾射撃中、北海道大演習場において発射した96式自走120mm迫撃砲の砲弾が、誤って演習場外に着弾した[5]。
- 2015年（平成27年）2月20日：午前8時20分頃恵庭市の北海道大演習場で行われた89式装甲戦闘車の射撃訓練で74式車載7.62mm機関銃１発が誤って発射され、およそ５メートル離れたところで待機していた別の戦闘車に当たり予備の燃料の軽油が入った容器に穴が空くなど破損が起きるという事故が発生した。銃弾は車体にはじかれ中の隊員にけがはなかった。機関銃には誤射を防ぐ安全装置はあったが弾倉への銃弾装填時は解除されるようになっていた。事故の発生により2日間日程の訓練は中止となった[6][7][8][9][10]。
- 2023年（令和05年）4月25日：20式小銃の配備が確認される。[要出典]

## 警備隊区
千歳市

## 部隊編成
- 第11普通科連隊本部
- 本部管理中隊[12]「11普-本」
  - 中隊本部：73式装甲車
  - 施設小隊：73式装甲車、92式地雷原処理車、75式ドーザ、91式戦車橋
  - 偵察小隊：87式偵察警戒車、偵察用オートバイ
  - 補給小隊：3 1/2tトラック
  - 通信小隊：73式装甲車
  - 衛生小隊：73式装甲車、1トン半救急車
  - 狙撃班
- 第1普通科中隊「11普-1」：89式装甲戦闘車 （オジロワシの頭部、後ろに「1」）
- 第2普通科中隊「11普-2」：73式装甲車 （二本の刀、日章、盾）
- 第3普通科中隊「11普-3」：89式装甲戦闘車 （向かって左にケルベロス、右に第二次大戦中の日本軍の航空機の名称（零、雷電、疾風等））
- 第4普通科中隊「11普-4」：73式装甲車 （武田菱）
- 第5普通科中隊「11普-5」：89式装甲戦闘車 （スズメバチ、後ろに「5」）
- 第6普通科中隊「11普-6」：73式装甲車 （6、六角形、狐をあしらったマーク）
- 重迫撃砲中隊「11普-重」：96式自走120mm迫撃砲、73式装甲車 （オジロワシに迫撃砲弾）

## 整備支援部隊
- 第7後方支援連隊第2整備大隊普通科直接支援中隊「7後支-2整-普」（東千歳駐屯地）：2000年（平成12年）3月28日から

## 主要幹部
| 官職名           | 階級    | 氏名   | 補職発令日     | 前職                         |
| ---------------- | ------- | ------ | -------------- | ---------------------------- |
| 第11普通科連隊長 | 1等陸佐 | 太田光 | 2023年12月22日 | 東北方面総監部防衛部訓練課長 |

| 代 | 氏名                   | 在職期間                        | 前職                                       | 後職                                   |
| -- | ---------------------- | ------------------------------- | ------------------------------------------ | -------------------------------------- |
| 01 | 三松泰助 （1等警察正） | 1951年05月01日 - 1954年06月09日 |                                            | 第4管区総監部附                        |
| 02 | 泉茂                   | 1954年06月10日 - 1957年08月11日 | 保安隊普通科学校研究部長                   | 第11普通科連隊付                       |
| 03 | 田口英男               | 1957年08月12日 - 1959年06月28日 | 北部方面総監部第4部長                      | 第1管区総監部付                        |
| 04 | 加野重蔵               | 1959年06月29日 - 1961年02月27日 | 陸上自衛隊富士学校勤務                     | 陸上幕僚監部第5部普通科班長            |
| 05 | 田中登一               | 1961年03月01日 - 1963年03月15日 | 陸上自衛隊富士学校総合教育部教官           | 陸上自衛隊幹部学校学校教官             |
| 06 | 塚本勝一               | 1963年03月16日 - 1964年07月15日 | 第11普通科連隊副連隊長                     | 陸上幕僚監部付                         |
| 07 | 大草知久               | 1964年07月16日 - 1966年03月15日 | 陸上幕僚監部幕僚庶務室研究班長             | 防衛研修所所員                         |
| 08 | 戸塚正五               | 1966年03月16日 - 1968年03月15日 | 陸上自衛隊幹部学校付                       | 陸上幕僚監部第1部業務班長              |
| 09 | 渡邊茂政               | 1968年03月16日 - 1970年07月15日 | 陸上自衛隊幹部学校学校教官                 | 陸上幕僚監部第4部研究班長              |
| 10 | 松岡文夫               | 1970年07月16日 - 1972年07月16日 | 第1空挺団本部勤務                          | 陸上自衛隊幹部学校研究員               |
| 11 | 渡邊忠綱               | 1972年07月17日 - 1974年07月15日 | 陸上幕僚監部第3部勤務                      | 陸上自衛隊幹部学校学校教官             |
| 12 | 白井健児               | 1974年07月16日 - 1976年08月01日 | 東部方面総監部第3部勤務                    | 陸上幕僚監部第5部機甲科班長            |
| 13 | 岡田嘉典               | 1976年08月02日 - 1978年07月31日 | 自衛隊函館地方連絡部長                     | 陸上自衛隊業務学校人事教育部長         |
| 14 | 鍛冶信彦               | 1978年08月01日 - 1980年03月16日 | 東千歳駐とん地業務隊長                     | 第3教育団副団長                        |
| 15 | 深山明敏               | 1980年03月17日 - 1982年06月30日 | 統合幕僚会議事務局第3幕僚室勤務            | 中部方面総監部幕僚副長 （陸将補昇任）  |
| 16 | 浅野武士               | 1982年07月01日 - 1985年03月15日 | 北部方面調査隊長                           | 東部方面総監部人事部長                 |
| 17 | 田中大三               | 1985年03月16日 - 1987年07月31日 | 陸上幕僚監部防衛部運用課勤務               | 自衛隊帯広地方連絡部長                 |
| 18 | 新井宏                 | 1987年08月01日 - 1990年03月15日 | 陸上幕僚監部装備部装備計画課 後方計画班長  | 陸上幕僚監部教育訓練部訓練課長         |
| 19 | 諏訪浩                 | 1990年03月16日 - 1992年06月15日 | 陸上幕僚監部教育訓練部教育課 教材班長      | 東部方面総監部防衛部長                 |
| 20 | 穴口一男               | 1992年06月16日 - 1995年03月31日 | 北部方面総監部総務部総務課長               | 自衛隊札幌病院総務部長                 |
| 21 | 松枝実                 | 1995年04月01日 - 1998年03月31日 | 富士教導団本部高級幕僚                     | 北部方面総監部総務部長                 |
| 22 | 武山文則               | 1998年04月01日 - 2000年11月30日 | 北部方面総監部装備部 後方運用課長          | 陸上自衛隊北海道補給処総務部長         |
| 23 | 楠本裕幸               | 2000年12月01日 - 2003年03月26日 | 東部方面総監部人事部人事課長               | 中部方面指揮所訓練支援隊長             |
| 24 | 相良雅司               | 2003年03月27日 - 2005年12月04日 | 自衛隊福岡地方連絡部募集課長               | 陸上自衛隊研究本部主任研究開発官       |
| 25 | 吉見隆                 | 2005年12月05日 - 2007年03月31日 | 北部方面総監部防衛部防衛課長               | 統合幕僚監部運用部運用第1課 運用調整官 |
| 26 | 藤本卓美               | 2007年04月01日 - 2008年07月31日 | 自衛隊岡山地方協力本部長                   | 陸上幕僚監部装備部開発課長             |
| 27 | 田中一二               | 2008年08月01日 - 2009年01月01日 | 陸上幕僚監部装備部装備計画課 後方計画班長  | 事故により死去                         |
| 28 | 井上一                 | 2009年01月16日 - 2011年04月18日 | 陸上幕僚監部人事部補任課 人事第2班長       | 自衛隊長野地方協力本部長               |
| 29 | 山根直樹               | 2011年04月19日 - 2013年07月31日 | 西部方面総監部防衛部訓練課長               | 第14旅団司令部幕僚長                   |
| 30 | 惠谷昇平               | 2013年08月01日 - 2015年07月31日 | 陸上自衛隊研究本部研究員                   | 自衛隊滋賀地方協力本部長               |
| 31 | 中力修                 | 2015年08月01日 - 2017年07月31日 | 陸上自衛隊富士学校普通科部 研究課長        | 第11旅団司令部幕僚長                   |
| 32 | 宮内雅也               | 2017年08月01日 - 2019年07月31日 | 第7師団司令部第3部長                       | 陸上自衛隊教育訓練研究本部勤務         |
| 33 | 小出昌典               | 2019年08月01日 - 2022年03月13日 | 統合幕僚監部運用部運用第2課 国際地域調整官 | 陸上自衛隊富士学校機甲科部副部長       |
| 34 | 二宮充史               | 2022年03月14日 - 2023年12月21日 | 富士教導団本部高級幕僚                     | 陸上自衛隊幹部候補生学校学生隊長       |
| 35 | 太田光                 | 2023年12月22日 -                | 東北方面総監部防衛部訓練課長               |                                        |

## 主要装備
- 89式装甲戦闘車
- 73式装甲車
- 87式偵察警戒車
- 96式自走120mm迫撃砲
- 91式戦車橋
- 92式地雷原処理車
- 75式ドーザ

- 1/2tトラック / 73式小型トラック
- 1 1/2tトラック / 73式中型トラック
- 3 1/2tトラック / 73式大型トラック

- 偵察用オートバイ
- 89式5.56mm小銃
- 20式5.56mm小銃
- 5.56mm機関銃MINIMI
- 84mm無反動砲

### 過去の装備
- 60式装甲車
- 60式自走81mm迫撃砲
- 60式自走107mm迫撃砲
- 64式7.62mm小銃
- 62式7.62mm機関銃